# Ceratodalia
Ceratodalia är ett släkte av fjärilar. Ceratodalia ingår i familjen mätare.
Kladogram enligt Catalogue of Life:
| Ceratodalia | \| \| Ceratodalia excurvata \| \| \| \| \| \| Ceratodalia gueneata \| \| \| \| |
|             | \| \| Ceratodalia excurvata \| \| \| \| \| \| Ceratodalia gueneata \| \| \| \| |
|             | Ceratodalia excurvata                                                          |
|             |                                                                                |
|             | Ceratodalia gueneata                                                           |
|             |                                                                                |